# Musique kirghize
 (février 2025).
Si vous disposez d'ouvrages ou d'articles de référence ou si vous connaissez des sites web de qualité traitant du thème abordé ici, merci de compléter l'article en donnant les références utiles à sa vérifiabilité et en les liant à la section « Notes et références ».
La musique kirghize est typiquement liée aux bardes akyns (ou aqïn) kirghizes qui placent le Kirghizistan dans la grande aire traditionnelle des nomades turcophones vivant dans les steppes de l'Asie centrale. Elle serait l'héritière directe d'une tradition de conteurs musiciens remontant aux Huns. Très proche des musiques kazakhe et turkmène avec lesquelles elle partage certains instruments et traditions chamaniques, elle se démarque toutefois des musiques de traditions musulmanes, influencées par le système du maqâm (musique ouzbèke, tadjike ou ouïghoure). Du fait de la présence soviétique, des éléments d'harmonie occidentale ont pénétré le folklore de ce territoire.
La musique kirghize est scindée en deux éléments : une musique traditionnelle pratiquée par des professionnels, et une musique folklorique et populaire, terrain des amateurs.

## Musique traditionnelle

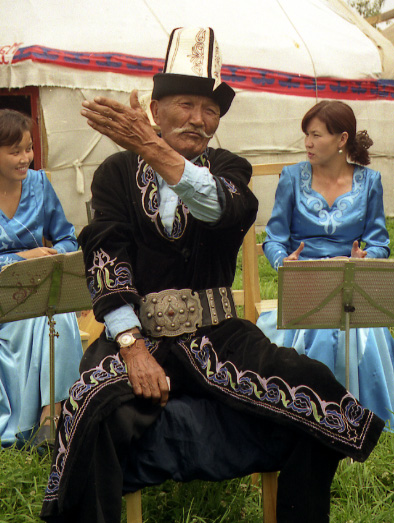
Manashi.

Cette musique est de tradition orale stricte et repose sur la transmission et l'improvisation. Les musiciens itinérants manashi en sont les chantres. Toktogul Satilganov en est le compositeur le plus réputé.
La musique vocale (ïr) est très lyrique. Les chanteurs kirghizes se sont fait une spécialité des longues voire très longues mélopées, et des joutes d'improvisations. Ils s'accompagnent en général du luth komuz et clament l'immense épopée de Manas, datant du XIe siècle et comportant un million de vers. Un court prélude instrumental précède le chant de même qu'un autre a une fonction de postlude. L'accompagnement musical se fait rarement à l'unisson ; il s'agit bien plutôt de légère hétérophonie où l'instrument souligne le chant de manière expressive.
La musique instrumentale (küü ou küy) est assez descriptive, c'est-à-dire que le musicien se doit de « raconter » une histoire (épique, satirique ou humoristique) connue de tous et facilement repérable soit par des moyens musicaux (tel le thème ou rythme évocateur), soit par des moyens extra-musicaux (telle la gestuelle ou le style de jeu). Alors que les instruments de musique sont plutôt rudimentaires, leur pratique par des musiciens « flamboyants » est assez acrobatique, ces derniers n'hésitant pas à jouer du luth komuz sur l'épaule, entre les jambes, dans le dos. La vièle kyl kyyak reçoit un traitement plus rigoureux de fait de ses implications chamaniques. Muratali Kurenkeyev en est un interprète majeur.

## Musique folklorique
Cette musique était auparavant dédiée à des fonctions ou des rituels et ses instruments n'avaient alors qu'une fonction de signal, de jouet ou d'intermédiaire chamanique entre les hommes et les esprits. Depuis l'ère soviétique, ces idées se sont perdues, remplacées par une musique folklorique « officielle » avec des ensembles d’État tels que l'Ensemble Kambarkan Folk.

## Musique soviétique
Avec la présence russe se sont installés des conservatoires et des instruments occidentaux tel l'accordéon ou l'harmonica. Depuis l'indépendance, la tendance nationaliste chasse de plus en plus ces derniers symboles « étrangers » et seuls les instruments nationaux sont à présent enseignés et la musique classique européenne est abandonnée.

## Musique contemporaine
La musique pop kirghize a hérité tant des traditions du pays que de la pop russe, ouzbèke ou turque.

### Personnalités
- Abdylas Maldybaev (1906-1978), compositeur
- Asankhan Dzhumakhmatov (en) (1923-2008), compositeur, Héros de la République kirghize 2003

## Instruments traditionnels

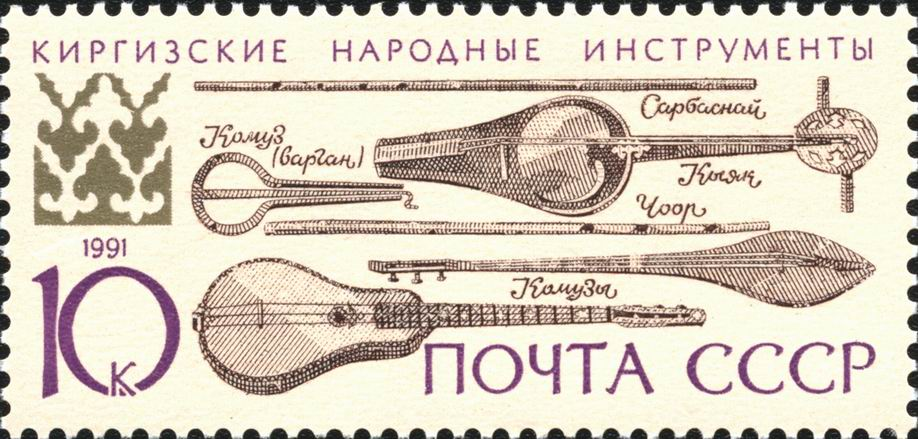
Instruments kirghiz.

Les instruments à vent comprennent : choor, chopo choor (ou ylai choor), jez kernei, kamysh surnai, muiuz kernei, surnai, et sybyzgy ou jenai Les instruments à corde comprennent : komuz à 3 cordes (ou chertmek), et kyl kyyak (ou kyyak).
Les percussions comprennent : asatayak (ou asa musa), dilderek, dobulbash, dool, djigach ooz komuz, djylaajyn, karsyldak, konguroo, shaldyrak, temir ooz komuz (ou temir komuz) et zuuldak.